# Pollia cyanocarpa
Pollia cyanocarpa är en himmelsblomsväxtart som beskrevs av Karl Moritz Schumann. Pollia cyanocarpa ingår i släktet Pollia och familjen himmelsblomsväxter. Inga underarter finns listade.